# Bathyraja scaphiops
Bathyraja scaphiops — малоизученный вид хрящевых рыб рода глубоководных скатов семейства Arhynchobatidae отряда скатообразных. Обитают в умеренных водах юго-западной части Атлантического океана между 45° ю. ш.—52° ю. ш. и  60° з. д.—55° з. д. Встречаются на глубине до 925 м. Их крупные, уплощённые грудные плавники образуют округлый диск со треугольным рылом. Максимальная зарегистрированная длина 111 см. Откладывают яйца. Являются объектом целевого промысла.

## Таксономия
Впервые новый вид был научно описан в 1937 году как Raja scaphiops.

## Ареал
Эти скаты распространены в глубоких умеренных водах Аргентины и Фолклендских островов. Встречаются на внешнем крае континентального шельфа на глубине от 109 до 509 м при температуре  4,3—7,6° C. Это стенотермный организм и стеногалинный организм
, наибольшая концентрация наблюдается в диапазоне 104—159 м, где температура колеблется в пределах 4,5—6° C. У Фолклендских островов они попадаются на большей глубине — от до 925 м, в основном между 250 и 300 м. На глубине до 200 м попадаются в основном неполовозрелые особи с диском шириной 20—35 см.

## Описание
Широкие и плоские грудные плавники этих скатов образуют ромбический диск с широким треугольным рылом и закруглёнными краями. Позади глаз имеются брызгальца. На вентральной стороне диска расположены 5 жаберных щелей, ноздри и рот. Хвост длиннее диска. На хвосте пролегают латеральные складки. У этих скатов 2 редуцированных спинных плавника и редуцированный хвостовой плавник. Максимальная зарегистрированная длина 111 см. Самая маленькая свободно плавающая особь была длиной 21 см. Рыло мягкое, удлинённое и заострённое, образует выступающий рострум. У взрослых рострум полупрозрачный с обеих сторон диска. У мелких особей с диском шириной менее 15 см он выступает меньше и больше похож на рострум вида Baathyraja brachyurops. Дорсальная поверхность диска окрашена в бледно-серый или коричневатый цвет с неявными тёмными пятнами. У основания грудных плавников некоторых особей имеется пара симметричных глазчатых светлых отметин с тёмными краями.  Молодые скаты окрашены обычно к тёмно-коричневый цвет. Вентральная поверхность диска в центральной части окрашена в ровный белый цвет, а к краям становится бледно-фиолетовой. Вентральная поверхность хвоста белая, на передней половине иногда расположено несколько плохо различимых пятен. Дорсальная поверхность диска гладкая, за исключением мелких шипиков, пролегающих вдоль срединного ряда, хвоста и переднего края диска. Лопаточные, орбитальные и межбрызгальцевые колючки отсутствуют. Количество шипов, образующих срединный ряд изменяется с возрастом.  У мелких особей с диском шириной менее 15 см срединный ряд тянется от головы до первого спинного плавника и образован, как правило, 45 колючками. Хвостовые колючки крупные, тогда как туловищные уменьшаются к основанию хвоста, где присутствуют лишь крошечные шипики. У особей с диском шире 17 см туловищные колючки отсутствуют, а срединный ряд из 16—24 шипов присутствует лишь на хвосте.  У молодняка между спинными плавниками бывает один шип, который у взрослых пропадает. Зубы конические и заострённые. Самки в целом крупнее самцов (средний размер 75 см и 66 см соответственно). У взрослых самцов аларные колючки образуют 20—24 радиальных ряда, по 2—4 колючки в ряду. У самцов имеются удлинённые тонкие прутовидные птеригоподии с небольшим утолщением на конце.      

## Биология
Эмбрионы питаются исключительно желтком. Эти скаты откладывают яйца, заключённые в роговую капсулу с твёрдыми «рожками» на концах. Половая зрелость наступает при длине около 74,2 см. Молодые особи с диском шириной до 25 см питаются мелкими ракообразными, по мере роста они начинают активно охотится на рыб, в том числе на миктофов.
Эти скаты бывают заражены трематодами Otodistomum plunketi.

## Взаимодействие с человеком
Эти скаты являются объектом целевого лова и регулярно попадаются в качестве прилова в ходе промысла костистых рыб с помощью донных тралов и ярусов. В коммерческих уловах обычно присутствуют особи с диском шириной 40—55. Из-за перелова численность скатообразных в этих водах существенно снизилась. Для восполнения популяции на Фолклендских островах принимаются меры (временный мораторий, введение квот на вылов). Международный союз охраны природы  присвоил виду охранный статус  «Близкий к уязвимому положению».